# Sunwoo Yong-nyeo
Sunwoo Yong-nyeo (de nacimiento Jung Yong-rye) es una actriz surcoreana.

## Carrera
Originalmente quería ser bailarina clásica, pero cuando pasó la contratación abierta de TBC en 1965, pudo debutar como bailarina en la televisión. Comenzó a actuar en 1966, y entró en una carrera de actuación en cine, teatro y televisión que abarca cinco décadas. En 2010 también se convirtió en CEO de la empresa Red Hills.

## Filmografía

### Cine
| Año  | Título                                |
| ---- | ------------------------------------- |
| 1963 | Goryeojang                            |
| 1966 | A Soldier Speaks After Death          |
| 1967 | A Female Student and an Old Gentleman |
| 1969 | Girls                                 |
| 1974 | Myonyeo                               |
| 1975 | Dangerous Relations                   |
| 1975 | The Tae-baeks                         |
| 1975 | Story of the Youth                    |
| 1975 | Escape                                |
| 1976 | The Kept Woman                        |
| 1976 | Feelings                              |
| 1976 | Blue Classroom                        |
| 1977 | A Young Man Aware of Gwanghamun Well  |
| 1977 | Forest Fire                           |
| 1977 | Winter Woman                          |
| 1978 | Sadness Under the Sky                 |
| 1978 | King Sejong the Great                 |
| 1978 | Floating Plants                       |
| 1979 | Romance Gray                          |
| 1979 | 26 x 365 = 0                          |
| 1979 | The Terms of Love                     |
| 1979 | Run Towards Tomorrow                  |
| 1979 | Jade Color                            |
| 1979 | The Rose That Swallowed Thorns        |
| 1979 | The Story of Yellow Village           |
| 1980 | Woman's Room                          |
| 1981 | Subzero Point '81                     |
| 1981 | Rainy Days                            |
| 1982 | Geniuses With the Grade F             |
| 1982 | Idiot in the Forest                   |
| 1982 | Mistress                              |
| 1983 | The Lover of a Friend                 |
| 1990 | Man Market                            |
| 1992 | The Beginning of Sorrowful Love       |
| 1992 | The Swamp Haze Will Not Clear         |
| 1993 | I Will Survive                        |
| 1994 | I Wish for What Is Forbidden to Me    |
| 1994 | Vanished                              |
| 1994 | The President's Daughter              |
| 1994 | Love on a Rainy Day                   |
| 1995 | Bellybutton Bus                       |
| 1996 | Albatross                             |
| 2002 | Sex of Magic                          |
| 2004 | Dance with Solitude                   |
| 2004 | Everybody Has Secrets                 |
| 2006 | Between Love and Hate                 |
| 2006 | The Fox Family                        |

### Serie de televisión
| Año  | Título                                 | Red  |
| ---- | -------------------------------------- | ---- |
| 1975 | 셋방살이                               |      |
| 1981 | Eun Ha-su                              |      |
| 1981 | Heaven and Earth                       |      |
| 1991 | A Honeymoon                            |      |
| 1992 | Haetteulnal                            |      |
| 1992 | Whale Hunting '92                      |      |
| 1992 | For Love                               |      |
| 1993 | Our Hot Song                           |      |
| 1993 | Never on Sunday                        |      |
| 1993 | Unstoppable Love                       |      |
| 1993 | Pilot                                  | MBC  |
| 1994 | Farewell                               | SBS  |
| 1995 | Agatha Christie                        | SBS  |
| 1995 | Hotel                                  |      |
| 1995 | The Age of Uniqueness                  |      |
| 1995 | I Love Yumi                            |      |
| 1995 | Fourth Republic                        | MBC  |
| 1996 | Project                                |      |
| 1996 | Until We Can Love                      |      |
| 1997 | Star in My Heart                       | MBC  |
| 1997 | Cinderella                             | MBC  |
| 1997 | Only You                               |      |
| 1997 | Three Women                            |      |
| 1998 | Soonpoong Clinic                       | SBS  |
| 1998 | Heart of Lies                          | MBC  |
| 1998 | I Love You, I'm Sorry                  |      |
| 1999 | Into the Sunlight                      | MBC  |
| 2000 | Because of You                         | MBC  |
| 2001 | Delicious Proposal                     | MBC  |
| 2002 | Dae Bak Family                         |      |
| 2003 | Good News                              | MBC  |
| 2004 | War of the Roses                       | MBC  |
| 2004 | Kkangsooni                             | EBS  |
| 2004 | Choice                                 | SBS  |
| 2005 | Wonderful Life                         | MBC  |
| 2005 | Dangerous Love                         | KBS2 |
| 2005 | HDTV Literature "The Post Horse Curse" | KBS1 |
| 2006 | Love Can't Wait                        | MBC  |
| 2006 | Love Me When You Can                   | MBC  |
| 2006 | The Vineyard Man                       | KBS2 |
| 2007 | Drama City "Sky Lovers"                |      |
| 2008 | Who Are You?                           | MBC  |
| 2008 | Saranghae (I Love You)                 | SBS  |
| 2008 | You Are My Destiny                     | KBS1 |
| 2008 | Daughter-in-Law                        | SBS  |
| 2009 | Tae-hee, Hye-kyo, Ji-hyun              | MBC  |
| 2009 | Can't Stop Now                         | MBC  |
| 2009 | High Kick Through The Roof             | MBC  |
| 2011 | Believe in Love                        | KBS2 |
| 2012 | Golden Time                            | MBC  |
| 2012 | The Sons                               | MBC  |
| 2012 | Family                                 | KBS2 |
| 2013 | Can't Take It Anymore                  | jTBC |
| 2013 | Potato Star 2013QR3                    | tvN  |
| 2015 | Queen's Flower                         | MBC  |
| 2016 | Beautiful Gong Shim                    |      |
| 2022 | It's Beautiful Now                     | KBS2 |

## Teatro
| Año  | Título                | Rol             |
| ---- | --------------------- | --------------- |
| 1991 | Muerte de un viajante |                 |
| 2005 | Lady                  | Madre           |
| 2010 | My Mom                | Madre           |
| 2013 | War in Gobu           | Kang Choon-shim |